# دنیس جیمز
دنیس تایرون جیمز (متولد ۳۱ مه ۱۹۶۶) یک بدنساز حرفه‌ای آلمانی-آمریکایی بازنشسته IFBB است.

## اوایل زندگی
جیمز در ۳۱ مه ۱۹۶۶ در هایدلبرگ، فرزند یک سرباز آمریکایی آفریقایی‌تبار ارتش ایالات متحده مستقر در هایدلبرگ و یک زن آلمانی، به دنیا آمد. او از ۱۸ سالگی شروع به تمرین بدنسازی کرد.

## آمار (۲۰۱۲)
- قد: ۱۷۲ سانتی‌متر
- پاها: ۷۹ سانتی‌متر

## شغل
جیمز در سال ۱۹۸۵ قهرمان مسابقات بین‌المللی جنوب آلمان، در سال ۱۹۸۶ قهرمان جایزه بزرگ آلمان و در سال ۱۹۸۶ قهرمان مسابقات قهرمانی ایالت نیویورک در رده سنی نوجوانان شد. او به دلیل نداشتن تابعیت آلمانی، واجد شرایط پیوستن به تیم ملی آلمان نبود و تمرینات خود را متوقف کرد، اما در سال ۱۹۹۰ پس از ترک آلمان، به تیم ملی بازگشت.
اولین مسابقه جیمز در کمیته ملی فیزیک (NPC)، مسابقات NPC نوجوانان آمریکا در سال ۱۹۹۶ بود که در آن مقام سیزدهم را کسب کرد. در سال ۱۹۹۹، او در اولین شب قهرمانان خود شرکت کرد و در جایگاه چهاردهم قرار گرفت. سال بعد، در سال ۲۰۰۰، او در اولین مسابقه آرنولد کلاسیک خود شرکت کرد و مقام چهارم را کسب کرد.
اولین عنوان مستر المپیای او نیز در سال ۲۰۰۰ بود که در آن مقام یازدهم را کسب کرد. او در مجموع در هفت دوره مسابقات مستر المپیا شرکت کرده است که بالاترین مقام او در سال ۲۰۰۳، مقام چهارم بوده است.
در سال ۲۰۱۰، جیمز گفت که مستر المپیای ۲۰۱۰ آخرین مسابقه او خواهد بود. او همچنین گفت که در گذشته در مورد سنش دروغ گفته است و به زودی «۴۵ ساله» خواهد شد.
او پایان دوران حرفه‌ای رقابتی خود را در سال ۲۰۱۲ اعلام کرد. او به آموزش و راهنمایی سایر بدنسازان ادامه داده است.

## حضور در مسابقات
- ۱۹۹۳ NABBA آقای جهان، قد متوسط، چهارم
- ۱۹۹۴ NABBA آقای جهان، قد متوسط، دوم
- ۱۹۹۵ NABBA آقای جهان، قد متوسط، اول
- مسابقات قهرمانی جوانان NPC آمریکا، نیمه سنگین‌وزن، ۱۳ام
- 1996 NABBA Universe - Pro، 2nd
- مسابقات قهرمانی جوانان NPC، نیمه سنگین‌وزن، سال ۱۹۹۷، ششم
- مسابقات قهرمانی ملی NPC، سنگین‌وزن، ۱۹۹۷، چهارم
- مسابقات قهرمانی NPC آمریکا ۱۹۹۸، فوق سنگین، مقام اول و قهرمانی کلی
- شب قهرمانان ۱۹۹۹، پانزدهمین
- آرنولد کلاسیک ۲۰۰۰، چهارم
- جایزه بزرگ انگلستان ۲۰۰۰، سوم
- جایزه بزرگ مجارستان ۲۰۰۰، سوم
- مسابقات حرفه‌ای آیرونمن ۲۰۰۰، هفتم
- مستر المپیا ۲۰۰۰، یازدهم
- مسابقات قهرمانی حرفه‌ای جهان ۲۰۰۰، چهارم
- آرنولد کلاسیک ۲۰۰۱، سوم[۶]
- جایزه بزرگ استرالیا ۲۰۰۱، دوم
- جایزه بزرگ انگلستان ۲۰۰۱، سوم
- جایزه بزرگ مجارستان ۲۰۰۱، اول
- مستر المپیا ۲۰۰۱، هفتم[۶]
- آرنولد کلاسیک ۲۰۰۲، هفتم
- گرند پری انگلستان ۲۰۰۲، دوم
- گرند پری هلند ۲۰۰۲، چهارم
- مستر المپیا ۲۰۰۲، دهم
- مسابقات قهرمانی حرفه‌ای نمایش قدرت ۲۰۰۲، پنجم
- مستر المپیا ۲۰۰۳، چهارم
- مسابقات قهرمانی حرفه‌ای نمایش قدرت ۲۰۰۳، چهارم
- مستر المپیا ۲۰۰۴، هشتم
- مسابقات قهرمانی حرفه‌ای شارلوت ۲۰۰۵، دوم
- مستر المپیا ۲۰۰۵، ششم
- مسابقات قهرمانی حرفه‌ای نیویورک ۲۰۰۶، سوم
- مستر المپیا ۲۰۰۶، نهم
- جایزه بزرگ اتریش ۲۰۰۶، چهارم
- مسابقات حرفه‌ای نیویورک ۲۰۰۷، دوم
- مسابقات قهرمانی حرفه‌ای کلرادو ۲۰۰۷، هشتم
- ۲۰۰۸ IFBB Tampa Bay Pro، دوم
- مقام دوم سوپر شوی اروپا IFBB 2008
- آرنولد کلاسیک IFBB، سال ۲۰۰۹، هفتم
- مقام دوم مسابقات حرفه‌ای IFBB نیویورک ۲۰۰۹
- ۲۰۰۹ IFBB Tampa Pro، نفر اول
- سوپر شو اروپا ۲۰۰۹، اول
- یازدهمین دوره مستر المپیا ۲۰۱۰
- مقام سوم مسترز مستر المپیا ۲۰۱۲